# Houston Texans 2002
La stagione 2002 degli Houston Texans è stata la prima della franchigia nella National Football League, al ritorno nella città di Houston dopo che nel 1997 gli Houston Oilers si erano trasferiti diventando i Tennessee Titans.
I Texans vinsero la loro prima partita contro i Dallas Cowboys 19–10 nel Sunday Night Football, divenendo la prima squadra dai Minnesota Vikings del 1961 a vincere la partita di debutto nella lega. L'allenatore Dom Capers, che in precedenza aveva guidato un altro expansion team, i Carolina Panthers del 1995, portò i Texans a un record di 4-12, guidati in campo dal quarterback scelto come primo assoluto David Carr.

## Draft NFL 2003
| Giro/Scelta | Giocatore        | Ruolo            | College         |
| ----------- | ---------------- | ---------------- | --------------- |
| 1/1         | David Carr       | Quarterback      | Fresno State    |
| 2/33        | Jabar Gaffney    | Wide receiver    | Florida         |
| 2/50        | Chester Pitts    | Guard            | San Diego State |
| 3/66        | Fred Weary       | Guard            | Tennessee       |
| 3/83        | Charles Hill     | Defensive tackle | Maryland        |
| 4/99        | Jonathan Wells   | Running back     | Ohio State      |
| 5/136       | Jarrod Baxter    | Fullback         | New Mexico      |
| 5/153       | Ramon Walker     | Safety           | Pittsburgh      |
| 6/173       | Demarcus Faggins | Cornerback       | Kansas State    |
| 6/190       | Howard Green     | Defensive tackle | LSU             |
| 7/229       | Greg White       | Defensive end    | Minnesota       |
| 7/261       | Ahmad Miller     | Defensive tackle | UNLV            |

## Calendario
| Turno | Data               | Avversario              | Risultato          | Stadio                   | Record             | Pubblico           |
| ----- | ------------------ | ----------------------- | ------------------ | ------------------------ | ------------------ | ------------------ |
| 1     | 8//2002            | Dallas Cowboys          | V 19–10            | Reliant Stadium          | 1–0                | 69,604             |
| 2     | 15/9/2002          | at San Diego Chargers   | S 24–3             | Qualcomm Stadium         | 1–1                | 56,098             |
| 3     | 22/9/2002          | Indianapolis Colts      | S 23–3             | Reliant Stadium          | 1–2                | 69,204             |
| 4     | 29/9/2002          | at Philadelphia Eagles  | S 35–17            | Veterans Stadium         | 1–3                | 64,867             |
| 5     | Settimana di pausa | Settimana di pausa      | Settimana di pausa | Settimana di pausa       | Settimana di pausa | Settimana di pausa |
| 6     | 13/10/2002         | Buffalo Bills           | S 31–24            | Reliant Stadium          | 1–4                | 70,120             |
| 7     | 20/10/2002         | at Cleveland Browns     | S 34–17            | Cleveland Browns Stadium | 1–5                | 73,248             |
| 8     | 27/10/2002         | at Jacksonville Jaguars | V 21–19            | ALLTEL Stadium           | 2–5                | 53,721             |
| 9     | 3/11/2002          | Cincinnati Bengals      | S 38–3             | Reliant Stadium          | 2–6                | 69,827             |
| 10    | 10/11/2002         | at Tennessee Titans     | S 17–10            | LP Field                 | 2–7                | 68,804             |
| 11    | 17/11/2002         | Jacksonville Jaguars    | S 24–21            | Reliant Stadium          | 2–8                | 69,711             |
| 12    | 24/11/ 2002        | New York Giants         | V 16–14            | Reliant Stadium          | 3–8                | 70,054             |
| 13    | 1/12/2002          | at Indianapolis Colts   | S 19–3             | RCA Dome                 | 3–9                | 56,820             |
| 14    | 8/12/2002          | at Pittsburgh Steelers  | V 24–6             | Heinz Field              | 4–9                | 58,551             |
| 15    | 15/12/2002         | Baltimore Ravens        | S 23–19            | Reliant Stadium          | 4–10               | 70,108             |
| 16    | 22/12/2002         | at Washington Redskins  | S 26–10            | FedExField               | 4–11               | 70,291             |
| 17    | 29/12/2002         | Tennessee Titans        | S 13–3             | Reliant Stadium          | 4–12               | 70,694             |